# Vîsoke, Melitopol

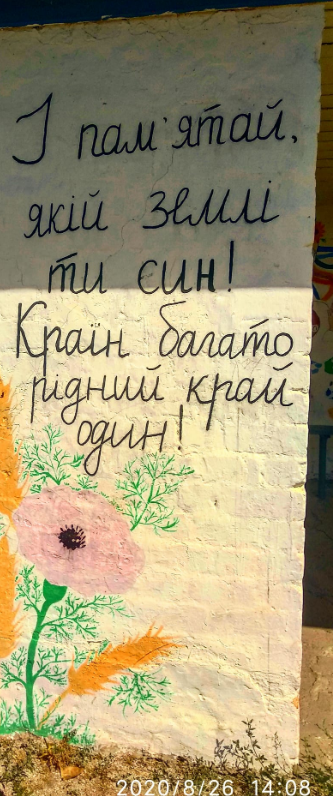

Vîsoke (în ucraineană Високе) este un sat în comuna Novhorodkivka din raionul Melitopol, regiunea Zaporijjea, Ucraina.

## Demografie
Componența lingvistică a localității Vîsoke
     Ucraineană (54,38%)
     Rusă (44,33%)
     Alte limbi (0,14%)
Conform recensământului din 2001, majoritatea populației localității Vîsoke era vorbitoare de ucraineană (54,38%), existând în minoritate și vorbitori de rusă (44,33%).